# A gyarmati rendszer felbomlása
A gyarmati rendszer felbomlása (angolul: decolonization) a gyarmatosítás történelme lezárulásának folyamata, amelynek során a korábban gyarmattartó államok elvesztik vagy feladják ellenőrzésüket a tőlük függésben álló területek, a gyarmatok felett. A gyarmati rendszer felbomlásába tartozik a gyarmatok politikai szabadságának (függetlenség, önrendelkezés), gazdasági és kulturális önállóságának megteremtése vagy visszaszerzése.
A kifejezést elsősorban a második világháború utáni időszakra alkalmazzák, amikor az első világháborúig kialakult hatalmas angol, francia, spanyol, portugál és más kisebb gyarmatbirodalmak a gazdasági és politikai nyomás következtében, több-kevesebb erőszak kíséretében, felbomlottak. A gyarmati rendszer felbomlása egyik utolsó eseményének Kelet-Timor (előbb portugál, majd indonéz gyarmat) függetlenné válása tekinthető 2002-ben.
A gyarmati rendszer felbomlása általában a helyi lakosság passzív vagy aktív ellenállása révén zajlott le, csak igen kevés esetben sikerült a gyarmatok önállóságának békés úton történő megszerzése. Mivel a gyarmati rendszer felbomlása jórészt a második világháború után, a hidegháború néven ismert időszak alatt zajlott le, igen gyakori volt külső nagyhatalmak beavatkozása a gyarmatok függetlenségi küzdelmeibe.
A gyarmati rendszer felbomlásának legfontosabb példái a spanyol gyarmati rendszer felbomlása, a német, osztrák-magyar, török és orosz gyarmati rendszerek felbomlása az első világháború után, illetve a brit, francia, holland és olasz gyarmati rendszerek felbomlása a második világháború után.
A gyarmati rendszer felbomlása után az egykori gyarmattartók és más nagyhatalmak a neokolonializmus révén igyekeztek fenntartani gazdasági és politikai befolyásukat a harmadik világ országai felett.

## A gyarmati rendszer felbomlásának folyamata, lépései
A gyarmati rendszer felbomlása és a korábban alávetett népek függetlenségének, önrendelkezésének kivívása olyan politikai folyamat, amely igen gyakran jár passzív vagy aktív ellenállással, erőszakkal, fegyveres összecsapásokkal, szélsőséges esetekben felkelésekkel vagy – sok esetben elhúzódó és véres – függetlenségi háborúval. A legtöbb esetben a folyamat a gyarmatok politikailag aktív népességégének követeléseivel kezdődnek, amelyek lehetnek tisztán gazdasági vagy politikai jellegűek. A gyarmattartó hatalom és a helyi lakosság képviselői között általában tárgyalások kezdődnek, amennyiben ezek sikertelenek vagy a gyarmattartó hatalom elutasítja a tárgyalásokat, akkor kezdődik a passzív vagy aktív ellenállás. A leggyakrabban ezeket a hatóságok elnyomják, ami további tüntetéseket és újabb elnyomást generál, egészen addig, amíg sikerül a helyzetet tárgyalásos úton rendezni, vagy pedig a helyi lakosság fegyveres erővel vívja ki függetlenségét. A gyarmati rendszer felbomlása során a helyi lakosság erőszakmentes ellenállását Gandhi szervezte meg Indiában, ami végül India és Pakisztán függetlenségéhez vezetett.
Az afrikai brit gyarmatbirodalom felbomlása is a legtöbb esetben békés úton, tárgyalások során ment végbe, de a francia gyarmatbirodalom felbomlását igen véres, elhúzódó háborúk előzték meg Indokínában és Afrikában is.
A gyarmatok függetlenségének kivívása során igen gyakran került sor külső hatalmak hallgatólagos vagy tényleges beavatkozására. A beavatkozás okai változatosak voltak: etnikai vagy kulturális rokonságban álló külső országok adhatnak támogatást a függetlenségi mozgalmaknak, de egyes nagyhatalmak is támogathatják más országok gyarmatainak függetlenségi törekvéseit. Az utóbbira példa az ún. Monroe-doktrína, azaz az Amerikai Egyesült Államok külpolitikája 1823. után, amely védte a közép- és dél-amerikai függetlenségi mozgalmakat és a frissen önállósult országokat. Az első és a második világháború után is nagy szerepet játszott, hogy sem az Egyesült Államok, sem a Szovjetunió, nem volt gyarmattartó hatalom és ugyan eltérő ideológiai megfontolásból, de mindkettő a gyarmatok függetlenségét támogatta – kezdetben csak hallgatólagosan, a második világháború után azonban gyakorlati eszközökkel is.
Az első világháború után megalakult Népszövetség volt az első intézményesített nemzetközi erőfeszítés a gyarmati rendszer felszámolására: a világháborúban vesztes hatalmak gyarmatait mandátumként más hatalmaknak adták át, hogy azok felkészítsék a helyi lakosságot a függetlenné válásra. Egyes esetekben a gyarmattartó hatalom aktívan elősegítette a függetlenségi mozgalmakat, hogy így szabaduljon meg a pénzügyi, katonai vagy politikai terhet jelentő gyarmattól.
A függetlenné válási folyamat során egyes népek azt választották, hogy a gyarmattartó hatalom részei maradnak, mint pl. Gibraltár és Francia Guyana.
A dekolonizáció utolsó állomása, az ország függetlenségének de jure elismerése és felvétele az ENSZ tagjainak közé, ritkán megy végbe egy csapásra - általában egy elhúzódó folyamat vége, amelynek során a helyi lakosság a függetlenség és az önkormányzat több lépcsőjén keresztül készül fel az államiság kivívására. Ahol ez a felkészítő folyamat elmaradt, a legtöbb esetben a függetlenség megszerzése után is folytatódtak az erőszakos cselekmények: a kisebbség (ritkán a többség) elnyomása, polgárháború, felkelések, katonai puccsok. A függetlenség hivatalos elismerése után is fennmaradhatnak de facto szoros kapcsolatok a gyarmattartó hatalommal - katonai, gazdasági, pénzügyi vagy politikai téren.

## Történelmi példák

### Dél-Amerikai spanyol gyarmatbirodalom
1808-ban I. Napóleon francia császár seregei elfoglalták a Spanyol Királyságot és a spanyol korona elvesztette gyarmatai felett a közvetlen uralmat. A gyarmatokon a gyarmatosítók leszármazottai helyi önkormányzatokat hoztak létre, amelyek névleg a korona helyett kormányoztak. 1814-ben VII. Ferdinánd spanyol király foglalta el a spanyol trónt, azonban a fokozódó politikai elnyomás, illetve az amerikai és a francia forradalmi eszmék hatására megindultak a helyi önállósodási mozgalmak. A Brit Birodalom támogatásával Simón Bolívar és José de San Martín vezették a dél-amerikai gyarmatok függetlenségi háborúját. Bolívar ugyan megkísérelte azokat egy politikai unióba szervezni, de a gyarmatok inkább a teljes függetlenséget választották.

### Közép- és észak-amerikai spanyol gyarmatok
Mexikó 1810 és 1821 között vívta ki függetlenségét, a harcot a helyben született fehérek, a meszticek és az indiánok közösen vívták. A függetlenség kivívása után 1821-ben létrejött a Mexikói Birodalom, amely azonban az 1840-es években tovább bomlott.

### További spanyol gyarmatok
Az 1898-as spanyol–amerikai háború eredményeként a Spanyol Birodalom összeomlott: Spanyolország vereséget szenvedett az Egyesült Államoktól, ami Kuba, Puerto Rico, Guam és a Fülöp-szigetek elvesztését eredményezte (ezek részben az USA fennhatósága alá kerültek, gyakorlatilag gyarmati státuszban).

### Az Oszmán Birodalom felbomlása
A 19. század során az Oszmán Birodalom meggyengült és számos alávetett nép harcolta ki függetlenségét: elsőként a görögök az 1821 – 1829. között vívott szabadságharcban, majd pedig az 1877 – 1878-as orosz-török háború után Bulgária, Románia, Szerbia és Montenegró is visszanyerte függetlenségét.

## A gyarmatbirodalmak sorsa az első világháború után
Az európai gyarmatosítás csúcspontját a 19. század végén a Hajsza Afrikáért néven ismert gyarmatosítási verseny, illetve az ópiumháborúk jelentették. Az első világháború jelentette az első jelentős lépést a gyarmati rendszerek felbomlása terén. A háború során az antanthatalmak elfoglalták Németország és a központi hatalmak afrikai gyarmatait, amelyet a háború után saját közigazgatásuk alá vontak. Azonban a gyarmatok sorsát jelentősen befolyásolták azok a gazdasági folyamatok is, amelyek a háború alatt és után indultak be.

### Gazdasági változások
Az első világháború anyagháború volt, a fronton harcoló hadseregek ellátásához rengeteg nyersanyagra volt szükség, ezek jó részét pedig a gyarmatokon állították elő. A háborús években olyan gazdasági folyamatok indultak be (inflációs növekedés), amely a gyarmati középréteg kialakulásához, de másrészt a vidéki lakosság elszegényedéséhez és elégedetlenségéhez vezetett.
Az 1930-as évektől kezdve a nagy gazdasági világválság különösen érzékenyen érintette az elsősorban agrártermelésre berendezkedett gyarmatokat: az iparcikkek ára kevésbé csökkent, mint a mezőgazdasági termékeké. A gyarmatosító hatalmak elsősorban az anyaország gazdaságának védelmére koncentráltak és figyelmen kívül hagyták a protekcionizmusból származó hátrányokat. Egyes gyarmatok ezért önellátó gazdaságra rendezkedtek be (Malajzia brit uralom alatt), mások éppen diverzifikálódtak (pl. India, Nyugat-Afrika), mások pedig iparosításba kezdtek. A gyarmatokon megtelepedett európai nagybirtokosok nehezebben bírták az agrárdeflációt, helyüket lassan helyi termelők vették át, akiket a gyarmati közigazgatás egyre jobban bevont a gyarmatok igazgatásába.

### Politikai változások
Ez a folyamat elsősorban a brit gyarmatbirodalomban volt feltűnő, ahol a költségvetési és utánpótlási gondokkal küzdő britek egyre jobban bevonták a gyarmatok irányításába a helyi uralkodó réteget, amelynek egyik csúcspontja az 1935-ös Government of India törvény volt, amely jórészt autonómiát adott az indiai tartományoknak.
Az afrikai kontinensen a 20. század elején kezdődtek azok a politikai mozgalmak, amelyek végül elvezettek az afrikai államok függetlenségéhez. Dél-Afrikában (amely a brit birodalom része volt) 1913-ban bevezették az apartheid rendszer, azaz a feketék és a fehérek szigorú elkülönítését, amely később az antikolonizációs mozgalmak egyik fő célpontja lett. Ugyancsak ebben a korban alakult ki a pán-afrikai mozgalom is, Marcus Garvey (1887–1940) jamaicai újságíró cikkei nyomán, aki az európai imperializmus felszámolását és a kontinens népeinek egységét követelte.

### A háborúban vesztes hatalmak gyarmatainak sorsa
Az első világháborúban vesztes hatalmak (Németország, Törökország) elveszítették gyarmatbirodalmukat. A német gyarmatokat a Népszövetség égisze alatt, népszövetségi mandátummal felosztották Nagy-Britannia, Franciaország, Belgium, Japán és Ausztrália között. A török gyarmatokat (ill. korábban az Oszmán Birodalomhoz tartozó területeket) részben Nagy-Britannia és Franciaország között osztották fel, részben pedig független államokat hoztak létre, mint Szaúd-Arábia, Irak és Transzjordánia, Kuvait és az Arab-öböl kisebb államai.
A mandátumok hivatalosan nem számítottak gyarmatnak - ugyan az európai hatalmak igazgatták azokat, de ezt névleg a Népszövetség megbízásából tették és szintén névleg a mandátumi területek függetlenségét kellett volna előkészíteniük.
Ausztria-Magyarország és Oroszország ugyan nem rendelkeztek a szó hagyományos értelmében gyarmatokkal, de a háború után számos olyan önálló állam alakult, amelynek népei korábban ezekhez a birodalmakhoz tartoztak, többek között Lengyelország, Csehszlovákia, a balti államok és Finnország.
Népszövetségi mandátum-területek:
- Nagy-Britannia:
  - Mezopotámia (később Irak)
  - Tanganyika (később Tanzánia része)
  - Palesztina, amelyet később felosztottak Palesztinára és Transzjordániára, utóbbi később Jordánia néven lett önálló.
  - Kamerun és Togóföld egy része
- Franciaország
  - Szíria, amelyet később felosztottak a mai Szíriára és Libanonra
  - Kamerun és Togóföld egy része
- Belgium
  - Ruanda-Urundi
- Japán
  - A Csendes-óceán északi részén található német szigetek
- Ausztrália
  - A Csendes-óceán déli részén található német szigetek
  - Új-Guinea és Nauru
- Új-Zéland
  - Nyugat-Szamoa
- Dél-Afrikai Unió
  - Német Délnyugat-Afrika

## Függetlenedés Afrikában
Afrikában először a földközi-tengeri államok váltak függetlenné: az olasz gyarmat, Líbia; a francia fennhatóságú Algéria, Marokkó és Tunézia. A 60-as évek elején a legtöbb a Szaharától délre található gyarmat vívta ki a szuverenitását. A 70-es évek elején a portugál gyarmatok is felszabadultak: Mozambik és Angola. Dél-Afrikánál sokkal rosszabb volt a helyzet: először Észak és Dél-Rhodesia egyesült Nyaszafölddel konföderáció útján. Kongó helyzete ennél tragikusabb volt: véres polgárháború robbant ki, amely a 60-as évektől a 90-es évekig tartott.

## Külső hivatkozások
- Az ENSZ dekolonizációs bizottságának honlapja